# شريان سري
الشريان السري (بالإنجليزية: Umbilical artery)‏ هو فرع من الشريان المثاني العلوي ومن الشريان إلى الأسهر.

## البنية

### التطور
تقوم الشرايين السرية بإمداد الدم غير المؤكسج من الجنين إلى المشيمة. على الرغم من أن هذا الدم يشار إليه عادةً على أنه غير مؤكسج، فمن المهم ملاحظة أن هذا الدم هو دم شرياني جهازي للجنين وسيحتوي على نفس كمية الأكسجين والمواد المغذية مثل الدم الموزع على أنسجة الجنين الأخرى. يوجد عادة شريانان سريان مع وريد سري واحد في الحبل السري. تحيط الشرايين السرية بالمثانة البولية ثم تنقل الدم غير المؤكسج من الجنين عبر الحبل السري. داخل المشيمة، تتصل الشرايين السرية ببعضها البعض على مسافة 5 مم تقريبًا من إدخال الحبل في ما يسمى مفاغرة Hyrtl. بعد ذلك، تتفرع إلى الشرايين المشيمية أو الشرايين الجنينية داخل المشيمة.
الشرايين السرية هي في الواقع الأخيرة من الشرايين الحرقفية الداخلية (الانقسام الأمامي لها). هذه تزود الأطراف الخلفية بالدم والمواد المغذية في الجنين.
الشرايين السرية هي أحد الشرايين في جسم الإنسان، والتي تحمل الدم غير المؤكسج، والآخر هو الشرايين الرئوية.
يبلغ الضغط داخل الشريان السري حوالي 50 مم زئبق. تقل مقاومة تدفق الدم أثناء التطور مع اتساع الشريان.

### بعد التطوير
يرتد الشريان السري بعد الولادة. يطمس جزء ليصبح الرباط السري الإنسي (احرص على عدم الخلط بين هذا وبين الرباط السري المتوسط، وهو هيكل مختلف يمثل بقايا الحول الجنيني). يبقى الجزء مفتوحًا كفرع من التقسيم الأمامي للشريان الحرقفي الداخلي. عثر على الشريان السري في الحوض، ويؤدي إلى الشرايين الحويصلة العلوية. عند الذكور، قد يؤدي أيضًا إلى ظهور الشريان المؤدي إلى القناة المؤجلة التي يمكن أن يزودها الشريان الحويصلي السفلي عند بعض الأفراد.

## الأهمية السريرية
يمكن إدخال قسطرة في أحد الشرايين السرية للأطفال المصابين بأمراض خطيرة لسحب الدم للاختبار. هذا إجراء شائع في العناية المركزة لحديثي الولادة، وغالبًا ما يمكن إجراؤه حتى أسبوعين بعد الولادة (عندما تبدأ الشرايين في التسوس كثيرًا). عادة لا تكون الشرايين السرية مناسبة للحقن.

## معرض صور

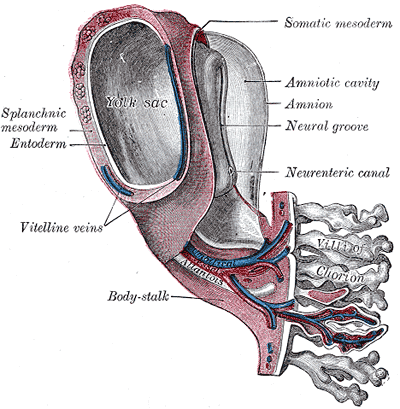
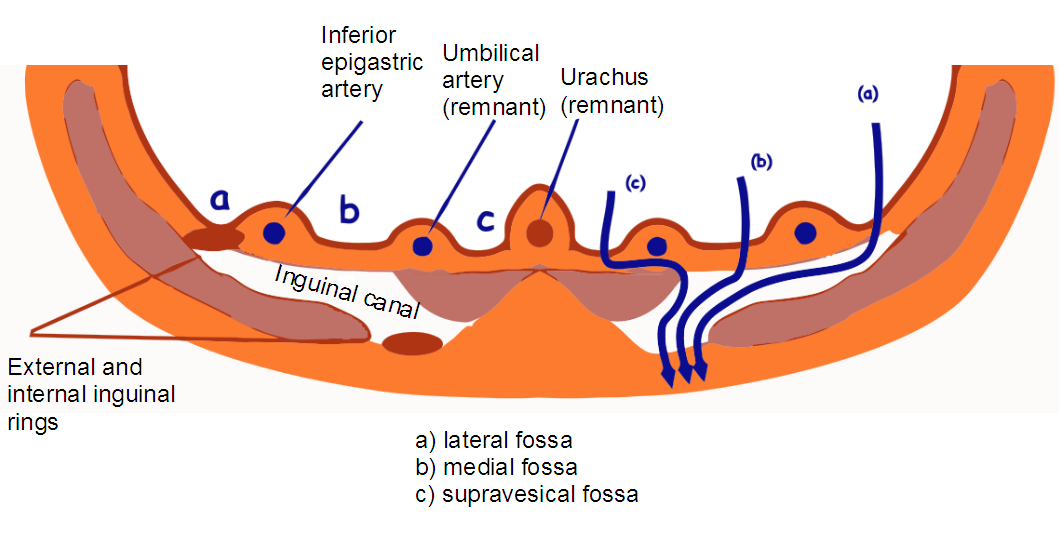
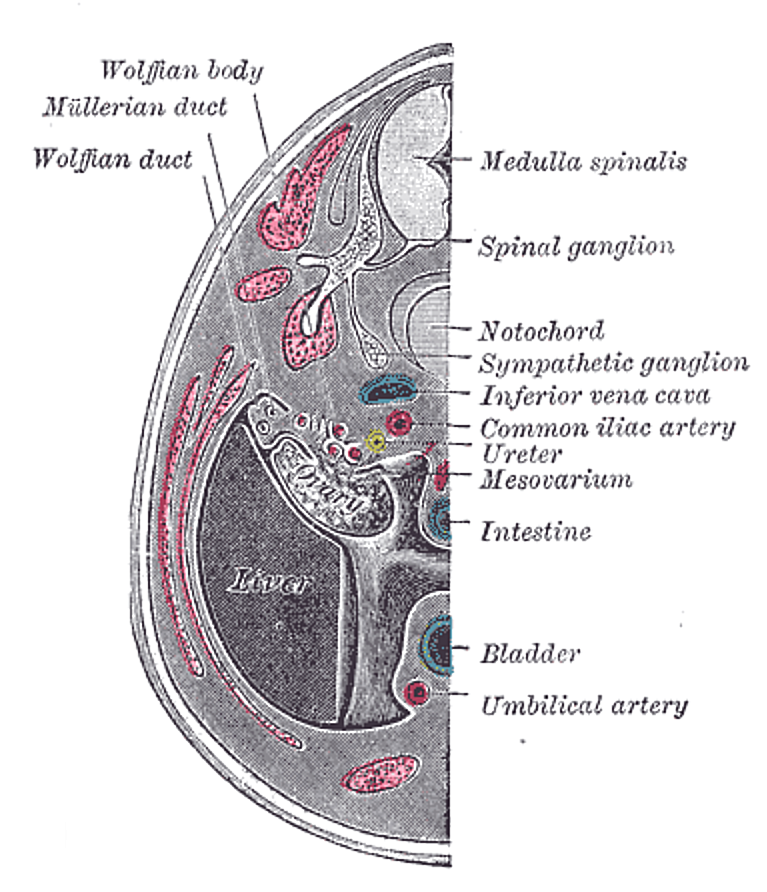
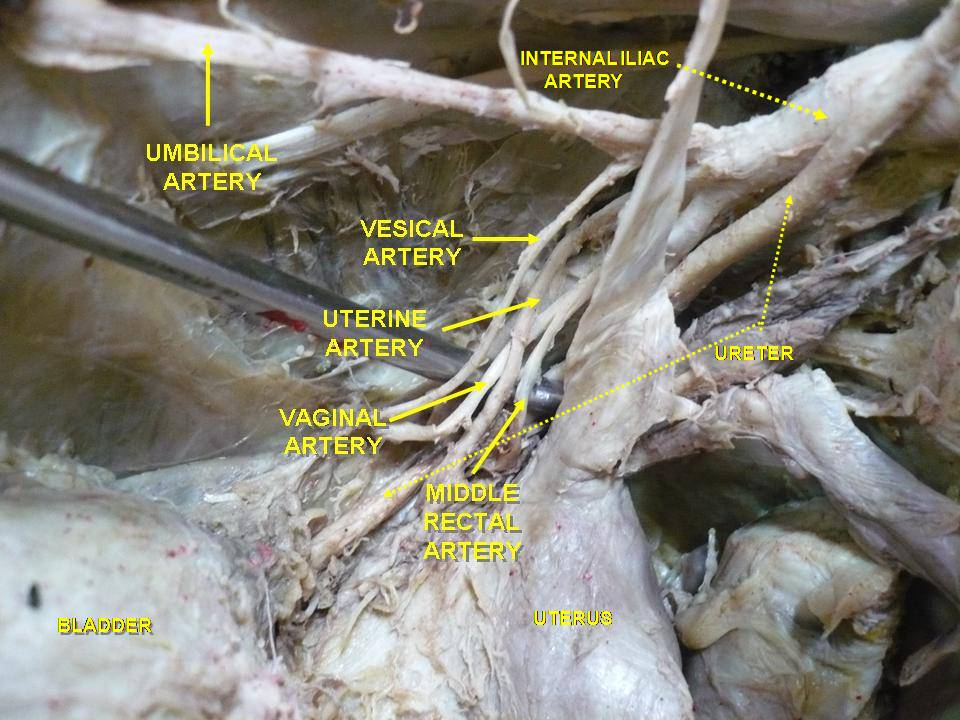
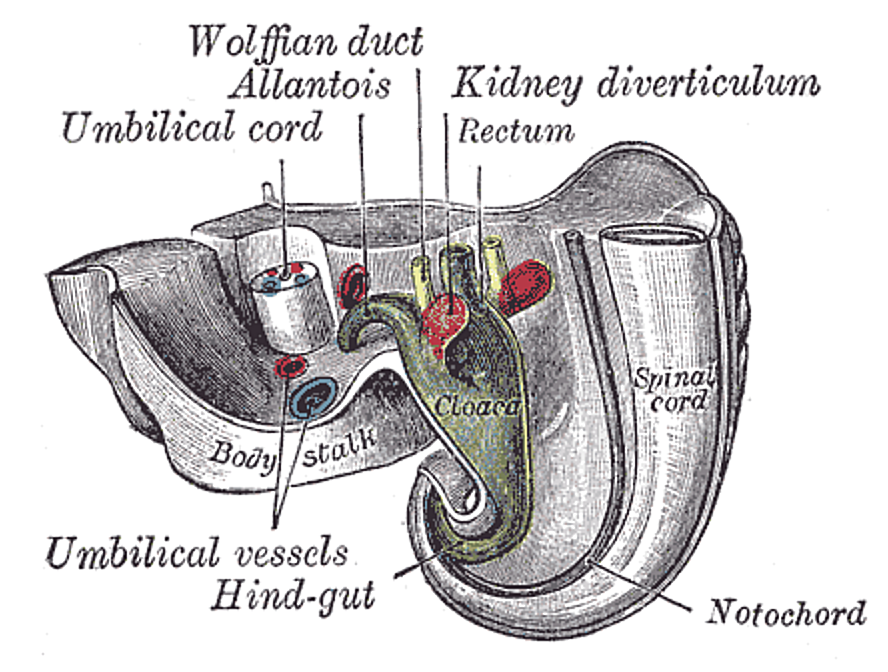
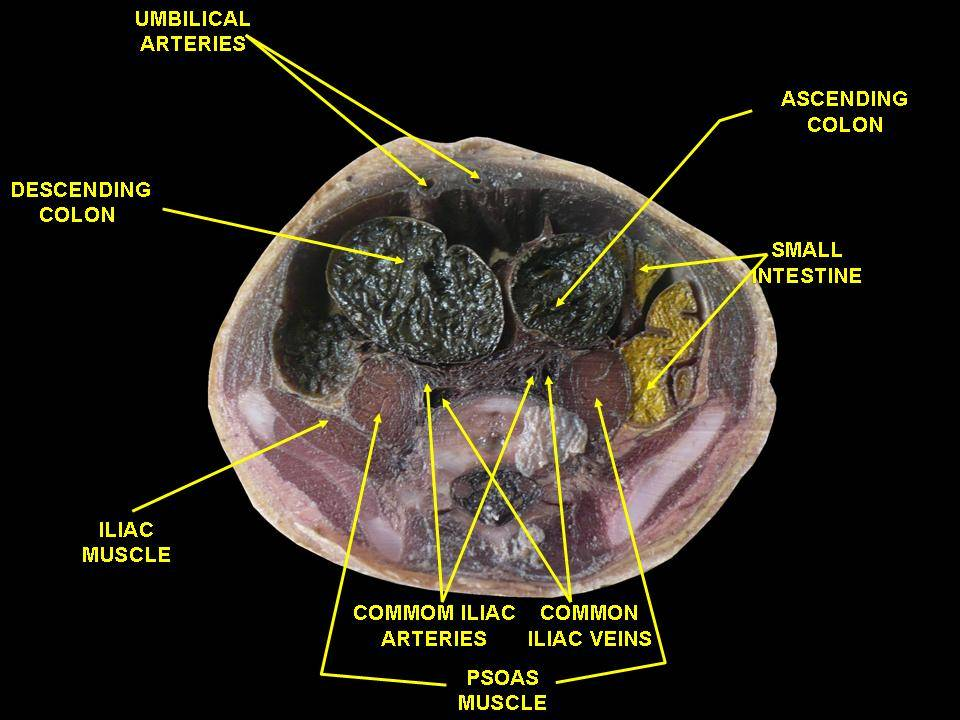